# Aarão Ben Elias
Aarão Ben Elias (Nicomédia - Cairo, 1369) foi um conhecido rabino do século XIV. Escreveu varias obras. A
sua influência fez-se sentir consideravelmente na seita dos caraítas, sendo o principal organizador do seu sistema religioso, ao qual atribuem grande autoridade em matérias filosóficas e teologias.